# Фудбалска репрезентација Бахреина
Фудбалска репрезентација Бахреина (арап. منتخب البحرين لكرة القدم‎) је фудбалски тим који представља Краљевину Бахреин на међународним такмичењима и под контролом је Фудбалског савеза Бахреина. Никад се није квалификовао на Светско првенство, али се много побољшао током последњих неколико година. Бахреин је освојио ФИФА награду за тим који је највише напредовао у 2004. години, а завршио је и као четврти на Азијском купу 2004. Међународни тим је направљен 1951. а ФИФА-и се придружио 1966. године.

## Историја
Бахреин је веома неочекивано завршио на четвртом месту на Азијском купу 2004., победивши Узбекистан у четвртфиналу, али је изгубио од Јапана у полуфиналу у узбудљивом сусрету који се на крају завршио са 4-3 за Јапан, иако је Бахреин водио неколико пута. Бахреин је онда у мечу за треће место против Ирана одиграо још један занимљив дуел који се завршио са 4-2 за Иран, чиме је Бахреин завршио на четвртом месту у укупном поретку.
Пошто су Узбекистан и Бахреин завршили као трећи у својим групама у квалификацијама за Светско првенство 2006., 12. октобра 2005. Бахреин се састао у првом од два плеј-оф меча са Узбекистаном, који је Бахреин на крају добио због правила гола у гостима јер су код куће одиграли 0-0, а у Узбекистану 1-1. Ова победа је омогућила Бахреину да се у још једном плеј-оф мечу против четвртог тима КОНКАКАФ-а, Тринидада и Тобага, бори за учешће на Светском првенству. Али Бахреин поразом од 0-1 у Манами након 1-1 у Порт оф Спејну губи чиме КОНКАКАФ тим Тринидад и Тобаго одлази на завршни турнир, што је дочекано са бесом и тугом од навијача Бахреина.
Бахреин је играо у групи Д квалификација за АФК азијски куп 2007. године. Бахреин је саставио тим који је у суштини био као олимпијски (испод 23 године) против Аустралије, и изгубио са 2-0. Бахреин се ипак квалификовао на АФК Азијски куп 2007. као други у групи пошто је победио Кувајт са 2-1 у последњем мечу. На завршном турниру Бахреин је био избачен у групној фази пошто је изгубио од Индонезије и Саудијске Арабије, упркос победе од 2-1 против Јужне Кореје.
6. јануара 2007. Бахреин се у пријатељској утакмици састао са италијанским Интером где је убедљиво изгубио са 6-1. И поред лошег резултата, догађај је дочекан са одушевљенем у целој земљи.
Бахреин је у квалификацијама за Светско првенство 2010. завршио као трећи у својој групи, испод Аустралије и Јапана, али изнад Узбекистана и Катара. Што им је омогућило да учествују у плеј-офу у коме су се састали са Саудијском Арабијом, двобоју за место петог тима из Азије који ће учествовати у последњем колу плеј-офа за учешће на завршном турниру. Пошто је одиграо 0-0 код куће, Бахреин је одиграо 2-2 са Саудијском Арабијом у реваншу са невероватним завршетком у коме је Саудијска Арабија у првом минуту надокнаде повела са 2-1 али само два минута касније Бахреин постиже гол који их је одвео даље у последње коло плеј-офа.
У плеј-офу мечу који одлучује који тим ће се квалификовати на завршни турнир 2010. године Бахреин је играо са Новим Зеландом, први меч у Манами је завршен без голова, а 14. новембра 2009. у реваншу у Велингтону на Новом Зеланду поражени су са 1-0 и нису успели да се квалификују на завршни турнир 2010. године.

## Резултати репрезентације

### АФК азијски куп
| Првенство    | Позиција                    | ИГ | Д | Н | ИЗ | ГД | ГП |
| ------------ | --------------------------- | -- | - | - | -- | -- | -- |
| 1956 до 1968 | Није учествовала            | -  | - | - | -  | -  | -  |
| 1972         | Није се квалификовала       | -  | - | - | -  | -  | -  |
| 1976         | Повукла се                  | -  | - | - | -  | -  | -  |
| 1980         | Повукла након квалификовања | -  | - | - | -  | -  | -  |
| 1984         | Није учествовала            | -  | - | - | -  | -  | -  |
| 1988         | 1. коло                     | 4  | 0 | 2 | 2  | 1  | 3  |
| 1992         | Није се квалификовала       | -  | - | - | -  | -  | -  |
| 1996         | Повукла се                  | -  | - | - | -  | -  | -  |
| 2000         | Није се квалификовала       | -  | - | - | -  | -  | -  |
| 2004         | 4. место                    | 6  | 1 | 3 | 2  | 13 | 14 |
| 2007         | 1. коло                     | 3  | 1 | 0 | 2  | 3  | 7  |
| 2011         | 1. коло                     | 3  | 1 | 0 | 2  | 6  | 5  |
| 2015         | 1. коло                     | 3  | 1 | 0 | 2  | 3  | 5  |
| 2019         | Осмина финала               | 4  | 1 | 1 | 2  | 3  | 4  |
| Укупно       | 5/16                        | 19 | 4 | 5 | 10 | 26 | 34 |